# Sokligruvan

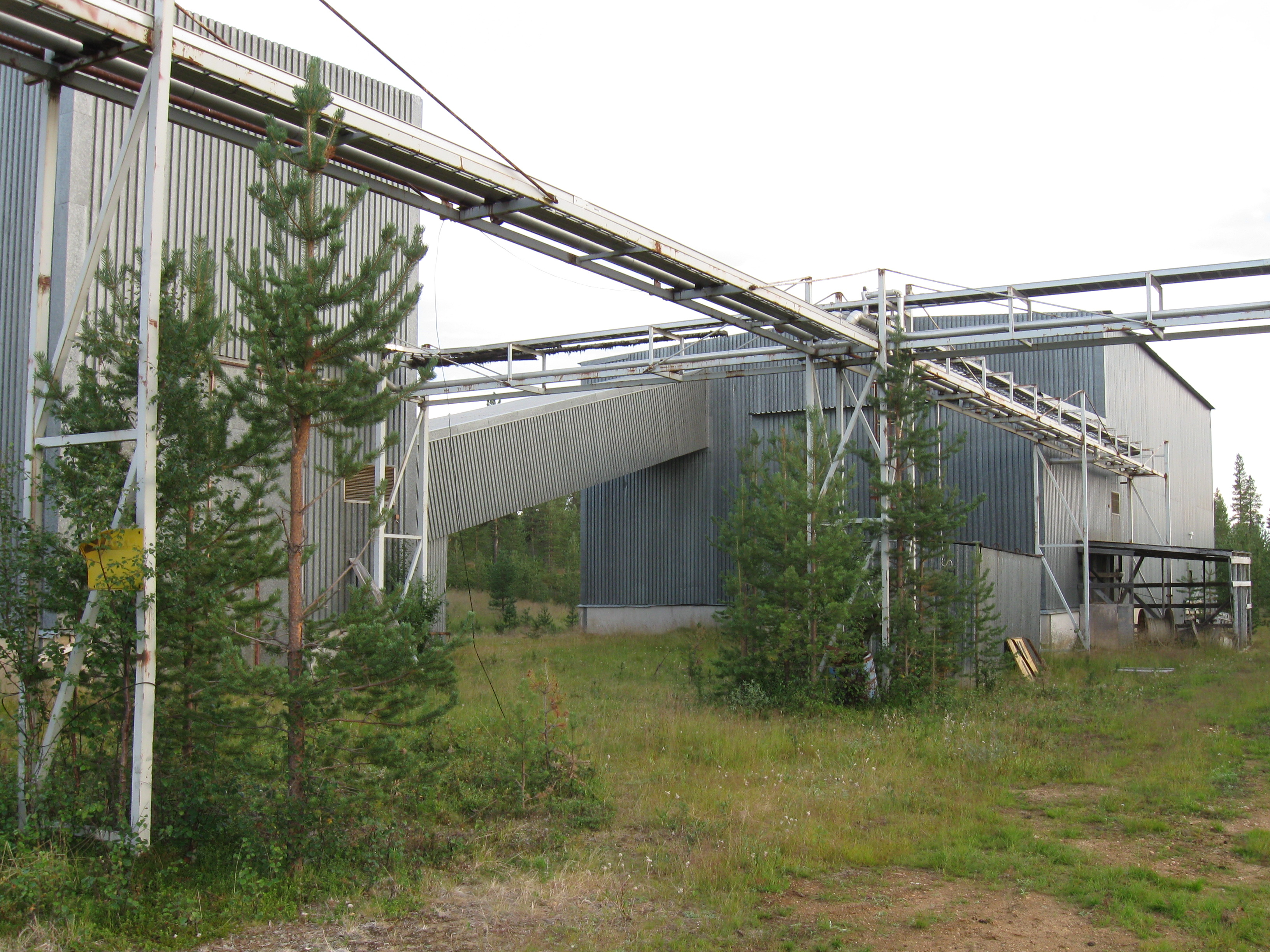
Försöksanläggning för ett tidigare
karbonatitprojekt på området.

Sokligruvan är en planerad gruva för fosfat, i Savukoski kommun i östra Lappland i Finland. Det norska företaget Yara skulle ha byggt  upp gruvan och  produktionen var planerad till omkring år 2020.
Fyndigheten upptäcktes år 1967 och har utretts sedan dess. Yara förvärvade den 2007 och har  koncession och miljötillstånd för  brytning inom ett 5 900 hektar stort område. Malmen innehåller förutom fosfor och järn även sällsynta jordartsmetaller. Finska staten har åtagit sig att bygga väg och järnväg till området.
Av strategiska skäl avbröt Yara projektet i december 2022 och överlät alla rättigheter och resultat till statliga Finlands Malmförädling Ab.
Investeringarna i en eventuell gruva beräknas till en miljard euro. Ytterligare studier krävs för att bedöma projektets lönsamhet. Om det skulle visa sig olönsamt överväger man att göra området till ett naturreservat.